# Jean-Baptiste Tuby

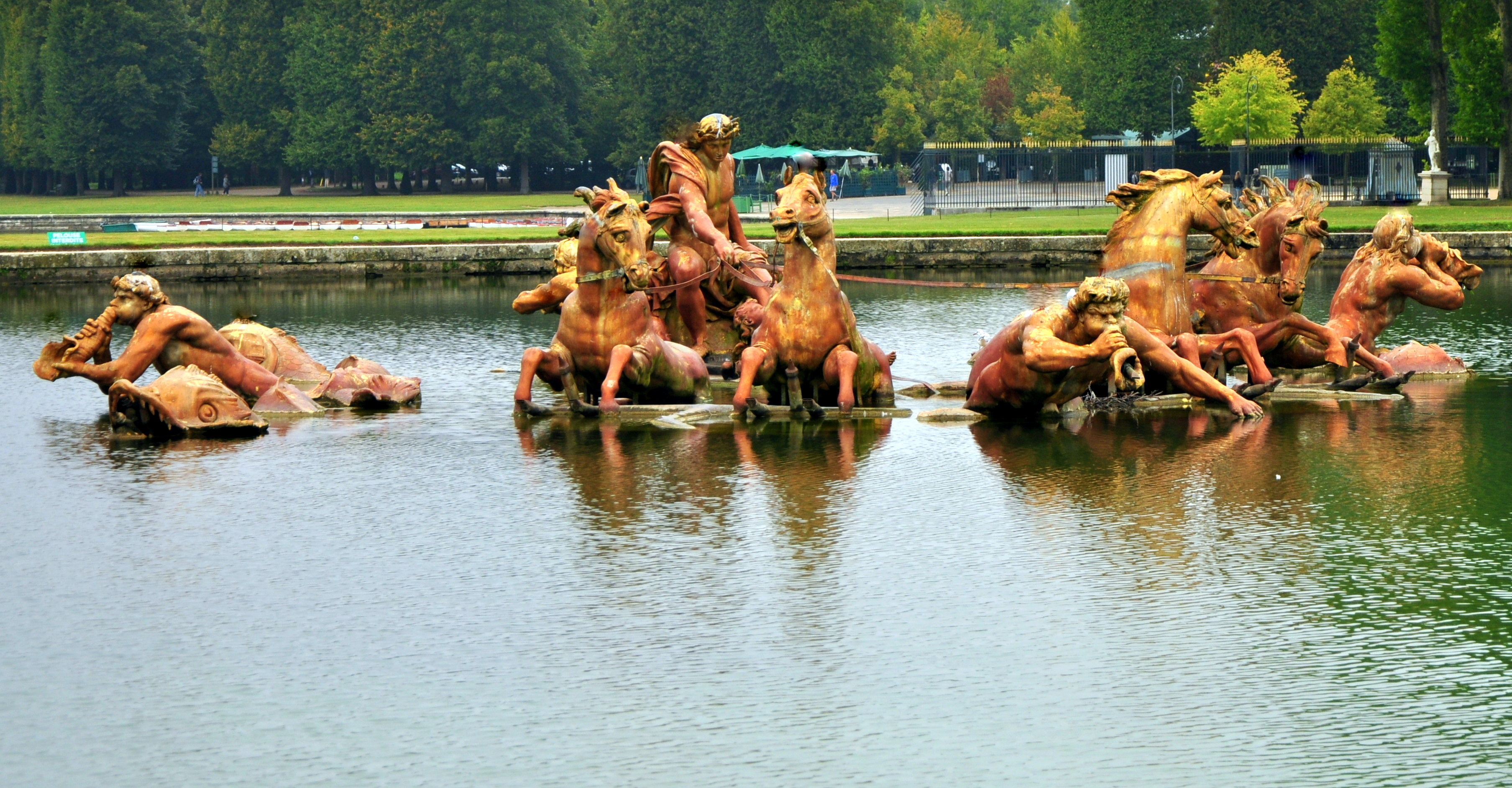
Rydwan Apollina w Ogrodach Wersalskich (fragment)

Jean-Baptiste Tuby (ur. 1635 w Rzymie, zm. 9 sierpnia 1700 w Paryżu) – francuski rzeźbiarz barokowy włoskiego pochodzenia.

## Dzieła
- Rydwan Apollina w ogrodach Pałacu Wersalskiego (1671)
- Fontanna Flory w ogrodach Pałacu Wersalskiego (1672–1679)